# Cyclopes thomasi
Cyclopes thomasi és una espècie de pilós de la família dels ciclopèdids. Viu al Perú i l'oest del Brasil. El seu hàbitat natural són els boscos. Manca de ratlla dorsal i la seva ratlla ventral és molt tènue. El pelatge del tronc és taronja o marró rogenc, mentre que les extremitats i la cua són grises. Aquest tàxon fou anomenat en honor del mastòleg britànic Oldfield Thomas. Com que fou descoberta fa poc, encara no se n'ha avaluat l'estat de conservació.